# جبل الفایه
جبل الفایه (به عربی: جبل الفایة) یک محوطه باستانی در امارات متحده عربی است.